# Nikolaj Pešalov
Nikolaj Pešalov (bugarski: Николай Пешалов; Pazardžik, 30. svibnja 1970.), hrvatski i bugarski dizač utega bugarskoga podrijetla. Za Hrvatsku je nastupao od 1998. godine.
U svojoj netipično dugoj karijeri osvojio je gotovo sve što se u dizanju utega može osvojiti: četiri olimpijske medalje, osam naslova svjetskog prvaka, brojne europske i druge naslove. Dio medalja je osvajao pod bugarskom, a dio pod hrvatskom zastavom.
Za Hrvatsku je na olimpijskim igrama te na svjetskim i europskim prvenstvima osvojio ukupno 16 medalja, što ga čini jednim od najuspješnijih hrvatskih sportaša u povijesti.
Godine 2000. dobitnik je Državne nagrade za šport "Franjo Bučar". Godine 2011. kandidirao se na parlamentarnim izborima kao kandidat na listi SRP-a u X. izbornoj jedinici  i nije dobio dovoljan broj glasova.

### Svjetski rekordi
= označava izjednačenje svjetskog rekorda
██ nepriznat rezultat (izjednačenje World Standarda)
| Disciplina | Disciplina | Rezultat | Datum i mjesto        |       |                        |
| ---------- | ---------- | -------- | --------------------- | ----- | ---------------------- |
| izbačaj    | do 59kg    | Rezultat | Datum i mjesto        | 170kg | svibanj 1995., Varšava |
| biatlon    | do 62kg    | = 325kg  | travanj 2000., Sofija |       |                        |
| biatlon    | do 62kg    | = 325kg  | rujan 2000., Sydney   |       |                        |